# كأس إسكتلندا 1873–74
كأس اسكتلندا 1873–74 (بالإنجليزية: 1873–74 Scottish Cup)‏ هو الموسم 1 من  كأس اسكتلندا. أقيم خلال الفترة 18 أكتوبر 1873 وحتى 21 مارس 1874، وأشرف على تنظيمه اتحاد اسكتلندا لكرة القدم، وكان عدد الأندية المشاركة فيه  16.